# ناو دوکسن
ناو دوکسن (به انگلیسی: French cruiser Duquesne) یک کشتی بود که طول آن ۱۹۱ متر (۶۲۷ فوت) بود. این کشتی در سال ۱۹۲۵ ساخته شد.